# غذرخاني سيد أباد
غذرخاني سيد أباد (بالفارسية: گذرخانی سیدآباد) هي قرية تقع في قسم حبلرود الريفي في إيران. يقدر عدد سكانها بـ 90 نسمة بحسب إحصاء 2016.